# ホテル椿館
ホテル椿館（ホテルつばきかん）は、愛媛県松山市道後鷺谷町にあるホテルである。

## 概要
1981年に防予汽船が「ホテル椿館」として創業し1982年に営業開始した。2002年には防予汽船がホテル春日園を買収し、ホテル椿館別館として開業した。
2009年に防予汽船より会社分割により「株式会社ホテル椿館」を設立。同年10月に親会社の防予汽船が高速道路料金割引による利用客減少や原油高による経営悪化で民事再生法の適用を申請。再建計画の一環で売却が検討され、2010年に宝荘ホテルが防予汽船が保有するホテル椿館の株式を取得し、宝荘ホテルの子会社となった。

## 沿革
- 1981年 - 「ホテル椿館」創立。
- 1982年 - ホテル椿館として営業開始。
- 1987年 - 東館を増築。
- 1997年 - 西館を増築、東館を改装。
- 2002年 - ホテル春日館を買収、改装後に「ホテル椿館別館」として営業開始。
- 2009年 - 防予汽船の会社分割により「株式会社ホテル椿館」を設立。
- 2010年 - 防予汽船保有のホテル椿館の株式を宝荘ホテルに譲渡し、宝荘ホテルの子会社となる。

## フロア
- 1階 - ロビー、喫茶コーナー、レストランbuffet TSUBAKI、売店、カラオケ、喫煙室
- 2階 - 大浴場・露天風呂、宴会場、リラクゼーションサロン felice、万翠
- 3階 - 会議室、客室
- 4階 - カメリア（コンベンションホール）、客室
- 5～6階 - 客室
- 7階 - 客室、高砂の間
- 8階 - 万葉の間

## 姉妹ホテル
- 宝荘ホテル 道後御湯
- 道後hakuro（旧ホテル椿館別館）

## アクセス
- 伊予鉄道城南線道後温泉駅より徒歩で約8分。
- 松山自動車道松山インターチェンジより車で約30分。